# 苏联最高法院
苏联最高法院（俄语：Верховный Суд СССР），是苏联最高司法机关，监督苏联和加盟共和国各级法院的审判工作，向苏联最高苏维埃提出立法提案。创立于1923年11月23日，1992年1月2日被解散，被俄罗斯联邦最高法院取代。

## 审判机构
- 最高法院全体会议
- 最高法院民事审判庭
- 最高法院刑事审判庭
- 最高法院军事审判庭
- 最高法院特别法庭（俄语：Специальное судебное присутствие Верховного Суда СССР）

## 院长
- 尼古拉·瓦西里耶维奇·克雷连科（1923年—1924年）
- 安纳托利·安东诺维奇·沃林（英语：Anatoly Volin）（1948年—1957年）
- 亚历山大·费奥多罗维奇·高尔金（1957年2月12日－1972年9月20日）
- 弗拉基米尔·伊万诺维奇·捷列比洛夫（1972年－1989年）
- 叶夫根尼·阿列克谢耶维奇·斯莫连采夫（1989年6月7日－1992年1月30日）